# Заманиха высокая
Замани́ха высо́кая (лат. Oplopánax elátus) — вид растений рода Заманиха (Oplopanax) семейства Аралиевые (Araliaceae).

## Ботаническое описание
Небольшой кустарник около 1 м высоты, отдельные экземпляры до 150—180 см. На п-ве Корея, по данным Накаи достигает 2—3 м. Корневище ползущее с характерным смолистым запахом. Стволики простые, реже с 1—2 небольшими веточками в верхней части. Кора светло-серая, в верхней части стволика покрыта тонкими игольчатыми шипами. В нижней части шипов мало, а на некоторых старых экземпляров их там вовсе нет. Весь листовой черешок густо усеян мелкими шипами. Листовая пластинка с 5—7, иногда 9 неглубокими лопастями. Края листа с острыми двойными зубцами и бахромой из шиповатых волосков. Листья сверху с рассеянными шипами. Снизу все жилки шиповатые. Все листья сконцентрированы у вершины стволиков. Соцветие, 7—18 см длины и состоят из рода небольших зонтиков. Цветы мелкие зеленовато-жёлтые. Плоды ярко-красные,сочные, 7—12 мм длины. Кустарник с очень коротким вегетационным периодом. Распускается в начале июня, плоды созревают 10—15 августа, а к середине сентября листья все опадают и засыхают.

## Распространение и среда обитания
Встречается в Южном Приморье (заповедники «Кедровая Падь» и Уссурийский, Шкотовский, Партизанский, Лазовский и Чугуевский районы), на север доходит до 43°40° с. ш. (до горы Облачной в Чугуевском районе). Растёт в горных, преимущественно в елово-пихтовых лесах чаще 3 подгольцовом поясе, обычно выше 700—800 м над ур. м., лишь местами спускается до высоты 600 м и редко — до 400 м. Образует группы, иногда небольшие заросли. Эндемик юга Приморского края и Корейского полуострова.
Произрастает в смешанных лесах, опушках, гарях, вырубках.
Возобновляется семенами и корневыми отпрысками, размножается семенами и отсадкой отпрысков. В культуре требует затенения, трудно приживается и плохо развивается.

## Значение и применение

### В медицине
В качестве лекарственного сырья используют корневище с корнями заманихи высокой (лат. Rhizoma cum radicibus Echinopanacis), которые собирают осенью после вегетации, тщательно очищают от земли, разрезают на куски до 35 см и сушат. Срок годности сырья 3 года.
Настойка заманихи высокой, по действию близкая к настойке женьшеня, применяется как стимулирующее средство при различных формах астении, депрессии, гипотонии.
Основные биологически активные вещества — сапонины: эхиноксозиды, лигнаны, эфирное масло, кумарины, флавоноиды.

### Прочее
Декоративен и может быть рекомендован для посадки в парках в районах с постоянной высокой влажностью воздуха в вегетационный период и хорошим снеговым покровом. Растёт и плодоносит в Москве в Главном ботаническом саду (при периодческом опыскивании из вертушек) и в ВИЛАРе с притенением и поливом.

## Охранный статус
Уязвимый вид. Занесён в Красные книги России и Приморского края. Причинами вымирания являются низкая семенная производительность, сбор в лекарственных целях, лесные пожары.